# Atletica leggera alla XXX Universiade - Salto in alto femminile
La specialità del salto in alto femminile all'Universiade di Napoli 2019 si è svolta tra l'11 e il 13 luglio 2019.

## Podio
| Oro     | Julija Čumačenko Ucraina   |
| Argento | Iryna Gerashchenko Ucraina |
| Bronzo  | Imke Onnen Germania        |

## Risultati

### Qualificazioni
Si qualificano alla finale le atlete che saltano 1,91 m Q o le dodici migliori misure q.
| Posizione | Gruppo | Atleta                   | Nazione           | 1.65 | 1.70 | 1.75 | 1.80 | Risultato | Note                                     |
| --------- | ------ | ------------------------ | ----------------- | ---- | ---- | ---- | ---- | --------- | ---------------------------------------- |
| 1         | A      | Iryna Gerashchenko       | Ucraina           | –    | –    | o    | o    | 1.80      | q                                        |
| 1         | B      | Imke Onnen               | Germania          | –    | –    | o    | o    | 1.80      | q                                        |
| 1         | B      | Nadezhda Dubovitskaya    | Kazakistan        | –    | o    | o    | o    | 1.80      | q                                        |
| 1         | B      | Julija Čumačenko         | Ucraina           | –    | –    | o    | o    | 1.80      | q                                        |
| 5         | A      | Alysha Burnett           | Australia         | –    | –    | xo   | o    | 1.80      | q                                        |
| 6         | B      | Keeley O'Hagan           | Nuova Zelanda     | –    | o    | o    | xo   | 1.80      | q                                        |
| 7         | A      | Kadriye Aydın            | Turchia           | –    | o    | xo   | xo   | 1.80      | q                                        |
| 8         | A      | Evelina Erlandsson       | Svezia            | –    | o    | o    | xxo  | 1.80      | q                                        |
| 9         | B      | Julia du Plessis         | Sudafrica         | –    | o    | xo   | xxx  | 1.75      | q                                        |
| 10        | B      | Tyra Gittens             | Trinidad e Tobago | –    | xo   | xo   | xxx  | 1.75      | q                                        |
| 11        | B      | Fatima El Alaoui         | Marocco           | o    | o    | xxo  | xxx  | 1.75      | q                                        |
| 12        | A      | Tsai Ching-jung          | Taipei Cinese     | o    | xo   | xxo  | xxx  | 1.75      | q                                        |
| 12        | B      | Wang Hong                | Cina              | o    | xo   | xxo  | xxx  | 1.75      | q                                        |
| 14        | B      | Sakari Famous            | Bermuda           | o    | xxo  | xxo  | xxx  | 1.75      |                                          |
| 15        | A      | Monika Podlogar          | Slovenia          | o    | o    | xxx  |      | 1.70      |                                          |
| 15        | B      | Nadia Anggraini          | Indonesia         | o    | o    | xxx  |      | 1.70      | Miglior prestazione personale stagionale |
| 17        | A      | Supriya Sindi Basavaraju | India             | xo   | o    | xxx  |      | 1.70      |                                          |
| 18        | A      | Imogen Skelton           | Nuova Zelanda     | o    | xo   | xxx  |      | 1.70      |                                          |
| 19        | A      | Erika Seyama             | eSwatini          | –    | xxo  | xxx  |      | 1.70      |                                          |
| 19        | B      | Tsai Min-ting            | Taipei Cinese     | o    | xxo  | xxx  |      | 1.70      |                                          |
| 21        | A      | Afaf Ben Hadja           | Algeria           | xo   | xxo  | xxx  |      | 1.70      |                                          |
| 22        | A      | Celina Harte             | Argentina         | o    | xxx  |      |      | 1.65      |                                          |
| 22        | A      | Elise Martinsen Nedberg  | Norvegia          | o    | xxx  |      |      | 1.65      |                                          |
| 24        | B      | Khadidja Ameur           | Algeria           | xxo  | xxx  |      |      | 1.65      |                                          |
| 24        | B      | Abhinaya Sudhakar Shetty | India             | xxo  | xxx  |      |      | 1.65      |                                          |
|           | A      | Safina Sadullaeva        | Uzbekistan        |      |      |      |      | DNS       |                                          |

### Finale
| Posizione | Atleta                | Nazione           | 1.70 | 1.75 | 1.80 | 1.84 | 1.88 | 1.91 | 1.94 | 1.96 | Risultato | Note                                     |
| --------- | --------------------- | ----------------- | ---- | ---- | ---- | ---- | ---- | ---- | ---- | ---- | --------- | ---------------------------------------- |
|           | Julija Čumačenko      | Ucraina           | –    | o    | o    | o    | o    | o    | o    | xxx  | 1.94      | Miglior prestazione personale            |
|           | Iryna Gerashchenko    | Ucraina           | –    | –    | o    | o    | o    | o    | xxx  |      | 1.91      |                                          |
|           | Imke Onnen            | Germania          | –    | –    | o    | o    | xo   | o    | xxx  |      | 1.91      |                                          |
| 4         | Alysha Burnett        | Australia         | –    | o    | o    | o    | xxo  | x–   | xx   |      | 1.88      |                                          |
| 5         | Keeley O'Hagan        | Nuova Zelanda     | o    | o    | xxo  | xo   | xxx  |      |      |      | 1.84      | Miglior prestazione personale stagionale |
| 6         | Nadezhda Dubovitskaya | Kazakistan        | o    | o    | o    | xxx  |      |      |      |      | 1.80      |                                          |
| 6         | Evelina Erlandsson    | Svezia            | o    | o    | o    | xxx  |      |      |      |      | 1.80      |                                          |
| 6         | Kadriye Aydın         | Turchia           | o    | –    | o    | xxx  |      |      |      |      | 1.80      |                                          |
| 9         | Fatima El Alaoui      | Marocco           | o    | o    | xxx  |      |      |      |      |      | 1.75      |                                          |
| 9         | Tyra Gittens          | Trinidad e Tobago | o    | o    | xxx  |      |      |      |      |      | 1.75      |                                          |
| 11        | Wang Hong             | Cina              | xo   | o    | xxx  |      |      |      |      |      | 1.75      |                                          |
| 12        | Julia du Plessis      | Sudafrica         | o    | xo   | xxx  |      |      |      |      |      | 1.75      |                                          |
| 12        | Tsai Ching-jung       | Taipei Cinese     | o    | xo   | xxx  |      |      |      |      |      | 1.75      |                                          |